# Iwaki

Iwaki (いわき市 Iwaki-shi?) este un municipiu din Japonia, prefectura Fukushima.